# Einstellungszuschuss bei Neugründung
Der Einstellungszuschuss bei Neugründung war ein arbeitsmarktpolitisches Instrument des Dritten Buches Sozialgesetzbuch, das Unternehmensneugründer unterstützte, die bereit waren, Arbeitslose in ein Dauerarbeitsverhältnis zu übernehmen. Es wurde in den §§ 225 bis 228 a.F. des Sozialgesetzbuches Drittes Buch (SGB III) beschrieben. 
Es sollte die Wiedereingliederung von Arbeitnehmern mit Vermittlungshemmnissen in den Arbeitsmarkt unterstützen. Die Förderung musste vom Arbeitgeber beantragt werden. Voraussetzung waren u. a., dass der Betrieb innerhalb von 2 Jahren vor Aufnahme der Tätigkeit des Arbeitnehmers gegründet (es muss sich um eine Neugründung handeln) wurde und nicht mehr als 5 Arbeitnehmer beschäftigt wurden. Es musste sich um einen neu geschaffenen Arbeitsplatz handeln. Es konnten maximal 2 Arbeitnehmer gefördert werden. Die Förderhöhe betrug ca. 50 % des Bruttolohnes. Die Förderdauer betrug maximal 12 Monate.
Mit Wirkung zum 1. Januar 2009 sind die §§ 225-228 SGB III weggefallen (Artikel 1 Nr. 42 des Gesetzes zur Neuausrichtung der arbeitsmarktpolitischen Instrumente vom 21. Dezember 2008, BGBl. I S. 2917, 2924).